# Tahrir al-Sham
Hay'at Tahrir al-Sham (HTS), denumit în mod obișnuit ca Tahrir al-Sham (Forța operativă siriană), este o organizație islamistă sunită politică și armată implicată în războiul civil sirian. A fost format la 28 ianuarie 2017 ca o fuziune între Jaysh al-Ahrar (o facțiune Ahrar al-Sham), Jabhat Fateh al-Sham (JFS), Frontul Ansar al-Din, Jaysh al-Sunna, Liwa al-Haqq și Nour Mișcarea al-Din al-Zenki. Procesul de unificare a avut loc sub inițiativa lui Abu Jaber Shaykh, un comandant islamist care fusese al doilea emir al Ahrar al-Sham.
Proclamând organizația în curs de dezvoltare drept „o nouă etapă în viața revoluției binecuvântate”, Abu Jaber a îndemnat toate facțiunile opoziției siriene să se unească sub conducerea sa islamică și să conducă un „jihad popular” pentru a atinge obiectivele revoluției siriene, care el a caracterizat drept înlăturarea regimului baasist  și a militanților Hezbollah din teritoriile siriene și formarea unui guvern islamic. După anunț, s-au alăturat grupuri și persoane suplimentare. Grupul fuzionat a fost condus în primul rând de Jabhat Fatah al. -Sham și foști lideri Ahrar al-Sham, deși Înaltul Comandament are și reprezentare din alte grupuri. Mișcarea Nour al-Din al-Zenki s-a despărțit de Tahrir al-Sham în iulie 2017 și Ansar al- Din Front în 2018.